# Рижская равнина
|  |

Рижская равнина или Рижская песчаная равнина (латыш. Rīgavas līdzenums; Ригавская равнина) — геоморфологическая часть Приморской низменности в районе южного побережья Рижского залива.
Средняя высота Рижской равнины составляет 8—13 метров над уровнем моря, в пределах аккумулятивных литориновых и послелиториновых равнин — 1,5—5 метров над уровнем моря, в местах холмистых эоловых форм — 20—30 метров над уровнем моря.
Центральная часть равнины представляет собой в основном плоские или волнистые песчаные аккумулятивные равнины сложенные из мелкозернистого песка, алевритов, глин; мощность четвертичных отложений 10—20 м. По краям центральной части расположены абразивно-аккумулятвные равнины.
Территорию равнины пересекают широкие (1—4 км), но не глубокие (5—10 м) долины крупнейших рек Латвии (Даугавы, Лиелупе, Гауи), также по равнине проходят древние и молодые массивы и гряды дюн.
Основание равнины — неровная расчленённая поверхность коренных пород, состоящая из двух основных уровней: Среднелатвийской низины и Балтийской депрессии. Ближе всего к поверхности коренные породы подходят в районе Слоки, Кемери, Калнциемса, Антиньциемса, Сауриеши.